# Drvenik Mali
Drvenik Mali est une île croate de la mer Adriatique. Elle fait partie de l'archipel Dalmatien central. Elle se situe a l'ouest de l'île Drvenik Veliki, à 8 km de Trogir. Les principales activités économiques de l'île sont l'agriculture (culture des olives principalement), la pêche et le tourisme.

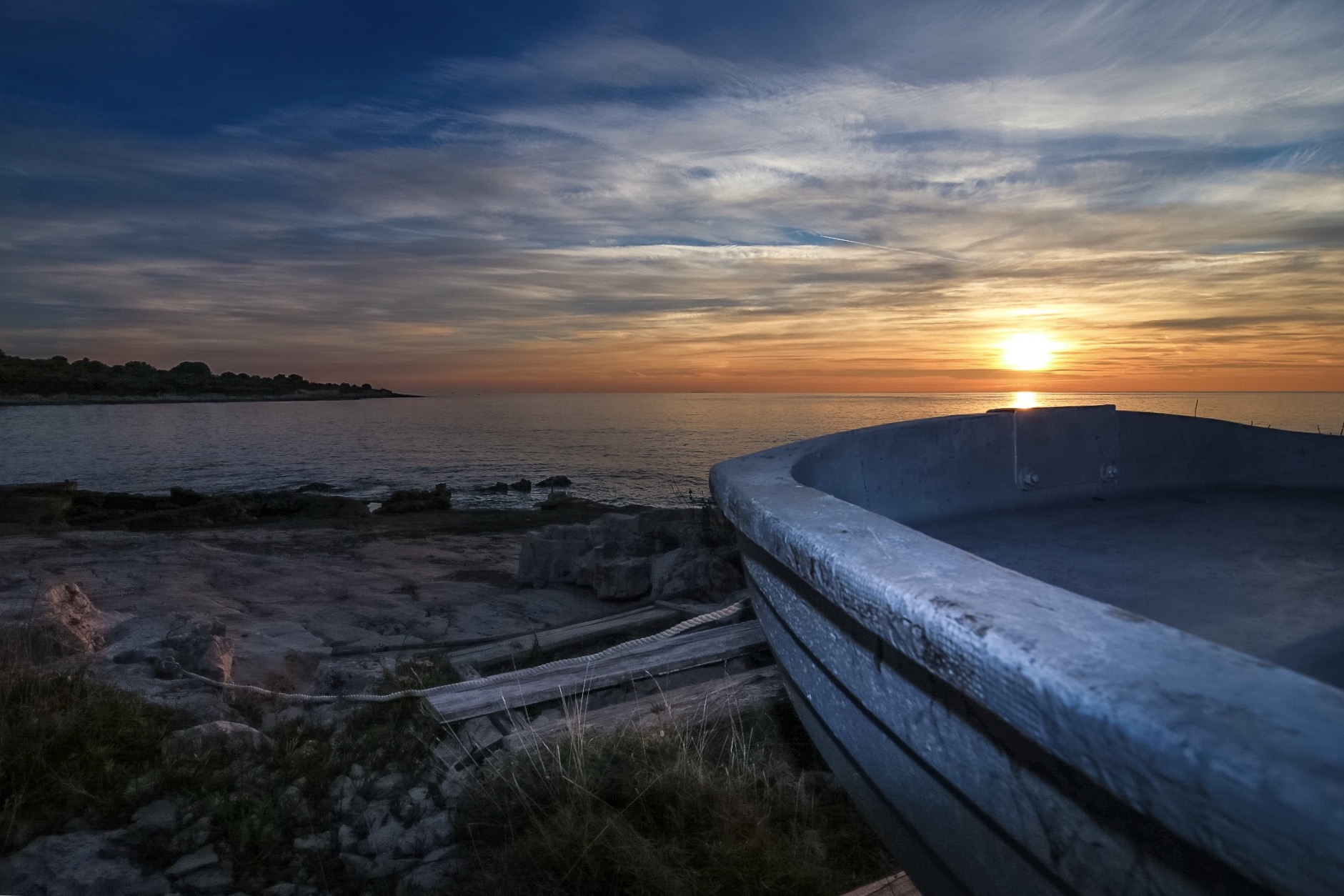
Coucher de soleil sur l'île.